# Pengaringan (Semidang Aji)
Pengaringan is een bestuurslaag in het regentschap Ogan Komering Ulu van de provincie Zuid-Sumatra, Indonesië. Pengaringan telt 651 inwoners (volkstelling 2010).